# Villa Ginori (Cecina)

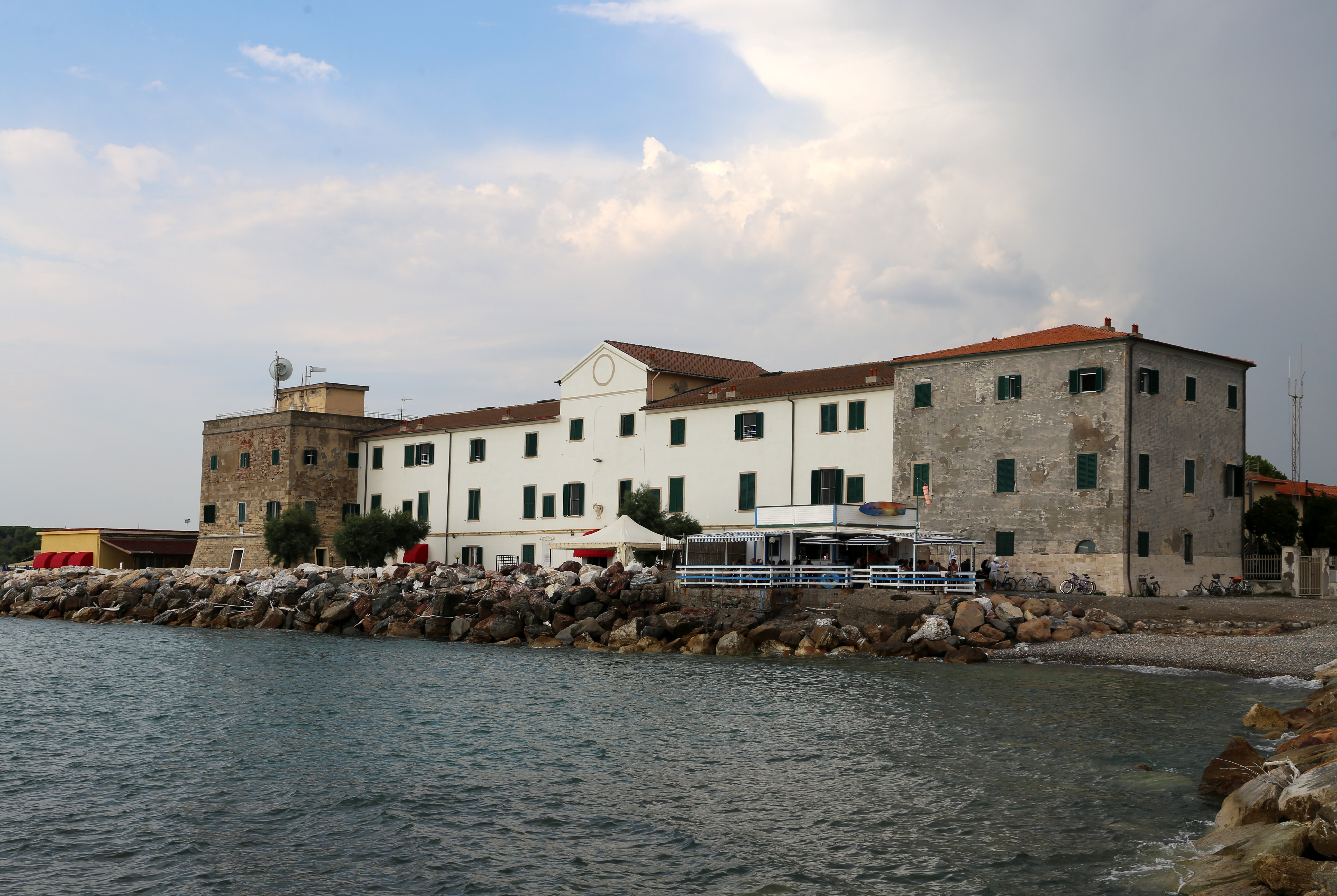
Villa Ginori, oggi caserma

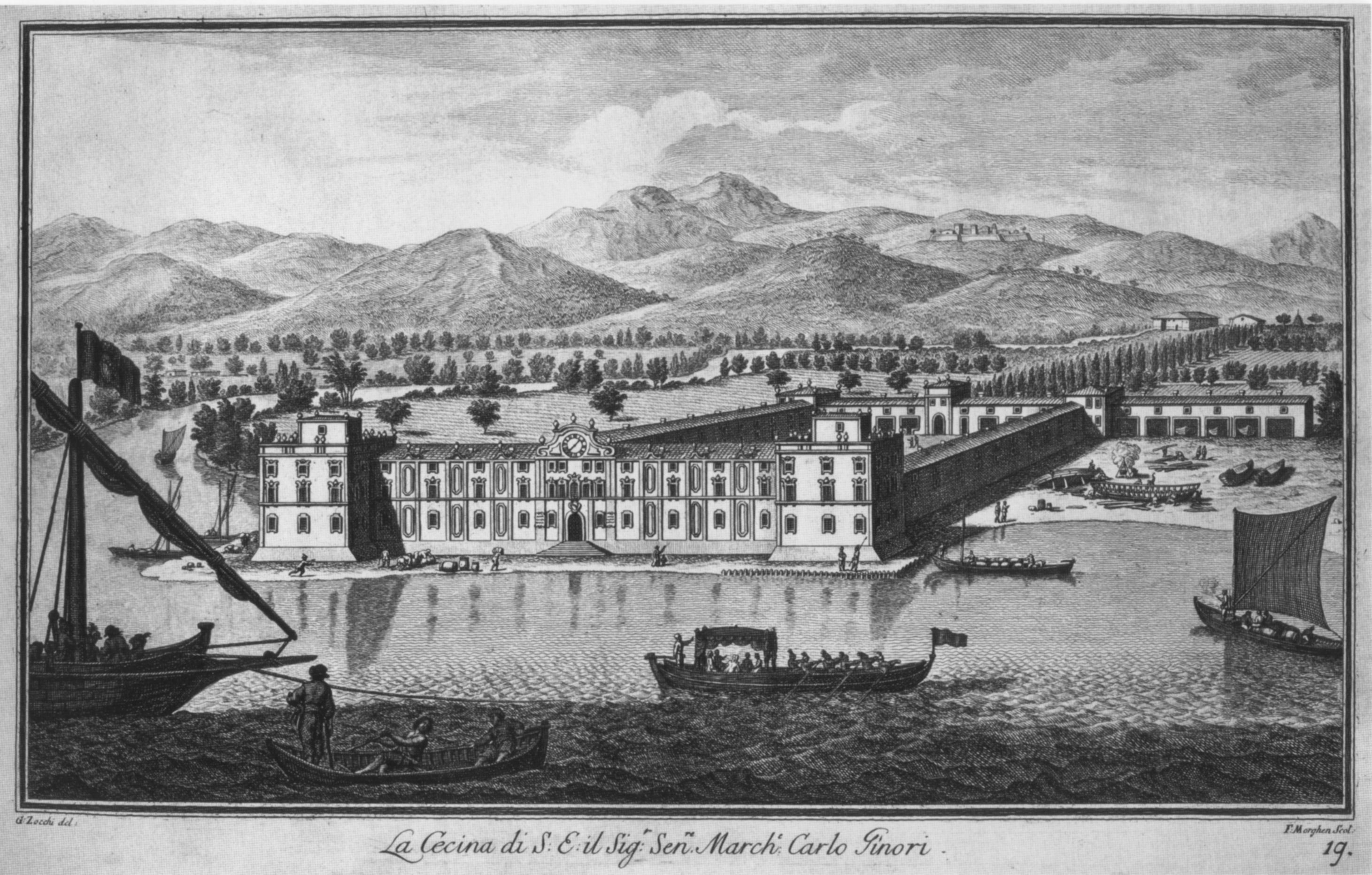
Villa Ginori in una stampa del 1744 di Giuseppe Zocchi

Villa Ginori, nota anche come Palazzo Ginori, è un complesso edilizio sito nel comune di Cecina (LI), alla foce del fiume omonimo, presso l'abitato di Marina di Cecina.

## Storia e descrizione
Fu realizzata intorno al 1740 su preesistenze di una torre costiera, su disegno dell'architetto Giovanni del Fantasia, per volontà di Carlo Ginori, che aveva acquisito la tenuta di Cecina dal governo granducale.
L'edificio, realizzato in breve tempo, avrebbe dovuto costituire il primo passo verso la colonizzazione di un territorio, quello maremmano, all'epoca inospitale; già nel 1741 vi si insediarono i primi abitanti, in gran parte provenienti dalle colonie penali, anche se, l'abitato circostante, noto come Marina di Cecina, conobbe un importante sviluppo solo nel corso del Novecento.
Il vasto edificio, che oggi ospita una caserma, ingloba al suo interno una torre cinquecentesca facente parte del sistema difensivo della costa. Nel Settecento, con la realizzazione della villa, la torre mantenne ancora la sua funzione d'avvistamento.
È sede del Comando Regione Militare Caserma Villa Ginori.